# Elevator Action Returns
Elevator Action Returns (エレベーターアクション リターンズ?), conocido en América del Norte como Elevator Action II, es un videojuego de acción con scroll lateral de Taito aparecido originalmente como arcade en febrero de 1995. Es una secuela de videojuego de 1983 Elevator Action y funciona sobre una placa arcade Taito F3.